# David Batty
David Batty (ur. 2 grudnia 1968 w Leeds) – angielski piłkarz grający na pozycji pomocnika.
Jest wychowankiem Leeds United. Zadebiutował w tym klubie w 1987. W 1992 roku zdobył z Leeds mistrzostwo Anglii, do tego dołożył z tym klubem dwa Superpuchary Anglii (1992,1993). W 1993 stał się piłkarzem Blackburn Rovers. W 1995 Batty został z tym klubem mistrzem Anglii. Z Blackburn występował w Champions League. W 1996 został piłkarzem Newcastle United. Od 1998 grał ponownie w Leeds United. Z tym klubem był półfinalistą Ligi Mistrzów w 2001. Karierę skończył w 2004 po spadku Leeds do The Championship.
W reprezentacji Anglii grał m.in. na Mistrzostwach Świata 1998. W meczu 1/8 finału z Argentyną nie wykorzystał decydującego karnego i w konsekwencji Anglia odpadła z turnieju.